# Oscar Gatto
Oscar Gatto (Montebelluna, Treviso, 1 de enero de 1985) es un ciclista italiano.
Debutó como profesional con el equipo Gerolsteiner en 2007. Se retiró en 2020 por falta de motivación para seguir compitiendo.
Su mejor actuación como profesional fue en la octava etapa del Giro de Italia 2011, con llegada en Tropea, donde se impuso a dos ilustres como Alberto Contador y Alessandro Petacchi, segundo y tercer clasificado de la etapa, respectivamente. Ganó la etapa tras un ataque a 1700 metros de meta.

## Palmarés
| 2006 - Copa Ciudad de Asti 2009 - 1 etapa del Giro de Cerdeña 2010 - Coppa Città di Stresa 2011 - 1 etapa del Giro de Reggio Calabria - 1 etapa del Giro de Italia - Trofeo Matteotti - Giro de la Romagna 2012 - Giro del Veneto-Copa Placci - 1 etapa del Giro de Padania | 2013 - A través de Flandes 2014 - 2 etapas de la Vuelta a Austria 2015 - 2 etapas del Tour de Sibiu 2016 - 1 etapa de la Vuelta a Andalucía 2017 - 1 etapa de la Vuelta a Austria |

## Resultados en Grandes Vueltas y Campeonatos del Mundo
| Carrera         | Carrera         | 2007  | 2008  | 2009  | 2010 | 2011  | 2012  | 2013 | 2014  | 2015 | 2016  | 2017 | 2018 | 2019 | 2020 |
| --------------- | --------------- | ----- | ----- | ----- | ---- | ----- | ----- | ---- | ----- | ---- | ----- | ---- | ---- | ---- | ---- |
|                 | Giro de Italia  | 141.º | Ab.   | 149.º | —    | 105.º | 113.º | 98.º | 116.º | Ab.  | —     | —    | —    | —    | —    |
|                 | Tour de Francia | —     | —     | —     | —    | —     | —     | —    | —     | —    | 156.º | —    | —    | —    | —    |
|                 | Vuelta a España | —     | 127.º | —     | —    | —     | —     | —    | Ab.   | —    | —     | —    | —    | —    | —    |
| Mundial en Ruta | Mundial en Ruta | —     | —     | —     | —    | —     | 13.º  | —    | —     | —    | —     | —    | —    | —    | —    |

—: no participa

Ab.: abandono

## Equipos
- Gerolsteiner (2007-2008)
- ISD/Farnese Vini/Vini Fantini (2009-2013)
  - ISD-Neri (2009-2010)
  - Farnese Vini-Neri Sottoli (2011)
  - Farnese Vini-Selle Italia (2012)
  - Vini Fantini-Selle Italia (2013)
- Cannondale (2014)
- Androni Giocattoli-Sidermec (2015)
- Tinkoff (2016)
- Astana Pro Team (2017-2018)
- Bora-Hansgrohe[3] (2019-2020)